# Antonio Joaquín Woodward Poch
Antonio Joaquín Woodward Poch (Dénia, 14 de juny de 1967) és un polític valencià, diputat a les Corts Valencianes en la IX i X legislatura.

## Biografia
Va estudiar ciències empresarials a la Universitat de València i administrador de finques a la Universitat d'Alacant. Ha treballat com a responsable administratiu, director financer i gerent de l'empresa Josman SL i del Grup Cesar, dedicada al sector de les joguines i material escolar a Dénia.
Políticament fou el president a Dénia del Centre Democràtic Liberal fins que es va integrar a Ciudadanos, del que en fou nomenat coordinador a Dénia.
Fou elegit diputat per Alacant a les eleccions a les Corts Valencianes de 2015 i 2019. En la següent legislatura (XI), s'integra en l'equip de la seua companya de partit Ruth Merino que va ser candidata independent a les llistes del Partit Popular (PP) i fou nomenada consellera d'Hisenda del govern de Carlos Mazón. Woodward és nomenat director general de Patrimoni.